# Giovanni Agnelli
Giovanni Agnelli (ur. 13 sierpnia 1866, zm. 16 grudnia 1945) – włoski przedsiębiorca, założyciel przedsiębiorstwa motoryzacyjnego Fiat.
Giovanni Agnelli urodził się 13 sierpnia 1866 w Villar Perosa. W 1892 został burmistrzem w rodzinnym mieście.
W 1899 był jednym z założycieli fabryki samochodów Fabbrica Italiana Automobili Torino, znanej pod akronimem F.I.A.T. W 1906 wprowadzono nazwę Fiat. Pierwszy samochód został wyprodukowany 11 lipca 1899, którego projektantem był Aristide Faccioli.
Zmarł 16 grudnia 1945, do końca życia kierował stworzonym przez siebie zakładem.